# Jens Scheiblich
Jens Scheiblich (Hamburgo, 2 de novembro de 1942 - Hamburgo, 25 de dezembro de 2010) foi um ator alemão.

## Filmografia
- Das Geld liegt auf der Bank
- Großstadtrevier
- Der Landarzt; feste Rolle: Polizist Heitmann
- Geschichten aus der Heimat
- Der Nelkenkönig
- Immenhof
- Hallo, Onkel Doc!
- Sonntag & Partner
- Krabbenfischer
- Für alle Fälle Stefanie
- Die Ohnsorgs; feste Rolle: Richard Ohnsorg.